# Vardan Ajemian
Vardan Mkrtchi Ajemian, en arménien : Վարդան Մկրտչի Աճեմյանը, né le 15 septembre 1905 à Van et mort le 24 janvier 1977 à Erevan, est un directeur de théâtre et un acteur arménien. Il est le grand-père du compositeur Vartan Adjemian (en).

## Biographie
Vardan Ajemian nait dans une famille d'artisans de Van. En 1924, il sort diplômé de l'école des arts appliqués d'Erevan. Il poursuit sa formation à Moscou, dans les ateliers d'art dramatique de Proletkoult en 1924-1926. Sa carrière commence dans un studio de théâtre de Tbilissi. Il est acteur, puis le directeur artistique du théâtre dramatique de  Léninakan en 1928-1938, puis en 1943-1947. En 1939, il devient metteur en scène du théâtre académique Gabriel Sundukian d'Erevan, depuis 1953 il y occupe le poste de directeur artistique.
En 1947-1950, il est directeur du Théâtre de la Comédie musicale Hakob Paronyan d'Erevan.
Il enseigne à l'Institut de théâtre d'Erevan depuis 1944 et sera nommé professeur en 1964.
Membre du Parti communiste de l'Union soviétique depuis 1946. Député du Conseil suprême de la RSS d'Arménie.
Mort à Erevan le 24 janvier 1977, Vardan Ajemian est inhumé dans le Panthéon Komitas.

## Récompenses
- Artiste du peuple de la RSS d'Arménie (1945)
- Ordre de l'Insigne d'honneur (1945)
- prix Staline de 3e classe (1951), pour la mise en scène du spectacle d'opéra Une Héroïne de Haro Stepanian à l'opéra d'Erevan
- Artiste du peuple de l'URSS (1965)
- Héros du travail socialiste (1975)
- Ordre de Lénine (1956, 1975)